# Puhgogor
Puhgogor is een bestuurslaag in het regentschap Sukoharjo van de provincie Midden-Java, Indonesië. Puhgogor telt 1909 inwoners (volkstelling 2010).